# Заслуженный художник Российской Федерации
«Заслу́женный худо́жник Росси́йской Федера́ции» — почётное звание, входящее в государственную наградную систему Российской Федерации.

## Основания для присвоения
Звание «Заслуженный художник Российской Федерации» присваивается высокопрофессиональным художникам за личные заслуги:
- в создании высокохудожественных произведений живописи, скульптуры, графики, монументального, декоративно-прикладного, театрального, кино- и телеискусства;
- в развитии отечественной художественной культуры;
- в сохранении, реставрации и популяризации классических образцов русского искусства;
- в обучении молодых художников.

Почётное звание «Заслуженный художник Российской Федерации» присваивается, как правило, не ранее чем через 20 лет с начала осуществления творческой деятельности и при наличии у представленного к награде лица наград (поощрений) федеральных органов государственной власти или органов государственной власти субъектов Российской Федерации.

## Порядок присвоения
Почётные звания Российской Федерации присваиваются указами Президента Российской Федерации на основании представлений, внесённых ему по результатам рассмотрения ходатайства о награждении и предложения Комиссии при Президенте Российской Федерации по государственным наградам.

## История звания
Почётное звание «Заслуженный художник Российской Федерации» установлено Указом Президента Российской Федерации от 30 декабря 1995 года № 1341 «Об установлении почётных званий Российской Федерации, утверждении положений о почётных званиях и описания нагрудного знака к почётным званиям Российской Федерации». Тем же указом утверждено первоначальное Положение о почётном звании, в котором говорилось:
Почётное звание «Заслуженный художник Российской Федерации» присваивается высокопрофессиональным художникам, создавшим произведения живописи, скульптуры, графики, монументального, декоративно-прикладного, оформительского, театрального, кино- и телеискусства, которые получили общественное признание.
В настоящем виде Положение о почётном звании утверждено Указом Президента Российской Федерации от 7 сентября 2010 года № 1099 «О мерах по совершенствованию государственной наградной системы Российской Федерации».

## Нагрудный знак
Нагрудный знак имеет единую для почётных званий Российской Федерации форму и изготавливается из серебра высотой 40 мм и шириной 30 мм. Он имеет форму овального венка, образуемого лавровой и дубовой ветвями. Перекрещенные внизу концы ветвей перевязаны бантом. На верхней части венка располагается Государственный герб Российской Федерации. На лицевой стороне, в центральной части, на венок наложен картуш с надписью — наименованием почётного звания.
На оборотной стороне имеется булавка для прикрепления нагрудного знака к одежде. Нагрудный знак носится на правой стороне груди.

## Переходный период
В России до принятия Указа Президента Российской Федерации от 30 декабря 1995 года № 1341 действовали правовые акты об установлении почётных званий РСФСР. После изменения наименования государства с «Российская Советская Федеративная Социалистическая Республика» на «Российская Федерация» (см. Закон РСФСР от 25 декабря 1991 года № 2094-I) в названиях всех почётных званий наименование «РСФСР» было заменено словами «Российской Федерации», таким образом, с 1992 года до 30 марта 1996 года производилось присвоение однотипного почётного звания РСФСР, существовавшего с 1960 года, с тождественным современному наименованием.